# Línea 184 (MetroBus Valencia)
La línea 184 de la red de autobuses metropolitanos de Valencia (MetroBus) une Silla con el Hospital La Fe.

## Características
Esta línea une el municipio de Silla con el Hospital La Fe, en un trayecto de 30 minutos de duración.
La línea mantiene los mismos horarios todo el año (exceptuando las vísperas de festivo y festivos de Navidad), tan sólo operando de lunes a viernes laborables. No presta servicio sábados, domingos y festivos.
Es operada por Autocares Herca.

## Horarios
| Lunes a viernes laborables |                        |
| Silla > Hospital La Fe     | Hospital La Fe > Silla |
| 07:30                      | 08:00                  |
| 08:30                      | 09:00                  |
| 10:00                      | 10:30                  |
| 12:10                      | 12:35                  |
| 13:00                      | 13:30                  |
| 14:00                      | 14:30                  |

## Recorrido y paradas

### Sentido Hospital La Fe
| Denominación                              | Líneas de la parada | Municipio |
| ----------------------------------------- | ------------------- | --------- |
| Ausiàs March 14                           | 184                 | Silla     |
| Alicante 63                               | 182 184             | Silla     |
| Alicante frente 74                        | 182 184             | Silla     |
| Fernando Abril Martorell - Hospital La Fe | 181 184 8 64 99     | Valencia  |

### Sentido Silla
| Denominación                              | Líneas de la parada | Municipio |
| ----------------------------------------- | ------------------- | --------- |
| Fernando Abril Martorell - Hospital La Fe | 181 184 8 64 99     | Valencia  |
| Alicante 100                              | 182 184             | Silla     |
| Alicante 13                               | 182 184             | Silla     |
| Ausiàs March 14                           | 184                 | Silla     |